# فرهاد أباد (زرين دشت)
فرهاد أباد (بالفارسية: فرهادآباد) هي قرية تقع في إيران في قسم زرين دشت الريفي. يقدر عدد سكانها بـ 370 نسمة .